# Бурлакин, Иван Иванович
Иван Иванович Бурлакин (10 марта 1905 года, с. Александровка, Павловский уезд, Воронежская губерния — 22 января 1976 года, Минск) — советский военачальник, генерал-лейтенант (25 мая 1959).

## Начальная биография
Иван Иванович Бурлакин родился 10 марта 1905 года в селе Александровка ныне Павловского района Воронежской области.
Работал шахтёром на Петровском руднике на Донбассе, а с января 1925 года — формовщиком на Красногоровском заводе имени В. И. Ленина.

## Военная служба

### Довоенное время
13 ноября 1927 года призван в ряды Рабоче-крестьянской Красной армии и направлен в 15-й стрелковый полк (5-я стрелковая дивизия), дислоцированный в Полоцке, где после окончания полковой школы в 1928 году служил на должностях командира отделения и командира взвода.
В сентябре 1929 года направлен на учёбу на Киевские курсы по подготовке командиров пехоты, после окончания которых в июле 1930 года направлен командиром взвода в Куйвозовский гарнизон (22-й Карельский укреплённый район), однако в том же месяце переведён в 15-й отдельный пулемётный батальон, где служил на должностях командира пулемётного и учебного взводов, помощника командира пулемётной роты, помощника командира по политчасти пулемётной и учебной рот, начальника боепитания, и помощника командира батальона. После преобразования батальона в 269-й стрелковый полк в составе 90-й стрелковой дивизии И. И. Бурлакин служил в нём же на должностях командира учебной пулемётной роты и пулемётного батальона.
В январе 1937 года направлен на учёбу на курсы «Выстрел», после окончания которых в июле того же года вернулся в 269-й стрелковый полк, в составе которого служил на должностях командира батальона и начальника штаба полка. С началом советско-финляндской войны в ноябре 1939 года полк был переименован в 173-й стрелковый и в составе 90-й стрелковой дивизии принимал участие в боевых действиях на Карельском перешейке.
В декабре 1940 года И. И. Бурлакин назначен на должность заместителя командира 173-го стрелкового полка, а в марте 1941 года — на должность командира 523-го стрелкового полка (188-я стрелковая дивизия, Прибалтийский военный округ), дислоцированного в Каунасе.

### Великая Отечественная война
С началом войны 523-й стрелковый полк под командованием И. И. Бурлакина в составе 188-й стрелковой дивизии вёл боевые действия в районе станции Кибартай, а с 10 июля — у населённого пункта Гарусово, откуда отошёл в район станции Локня, откуда вёл наступательные боевые действия с целью вывести из окружения 5-ю, 23-ю и 33-ю стрелковые дивизии, после чего участвовал в боях в районе Юхово и Холм. 10 сентября 188-я стрелковая дивизия была выведена на переформирование и затем обороняла г. Валдай.
В декабре 1941 года подполковник И. И. Бурлакин освобождён от занимаемой должности и направлен в распоряжение Сибирского военного округа, где в январе 1942 года назначен на должность командира 144-й стрелковой бригады, которая в марте была направлена на Северо-Западный фронт, где после включения в состав 34-й армии принимала участие в боевых действиях в ходе Демянской наступательной операции.
30 августа 1942 года назначен на должность командира 188-й стрелковой дивизии, ведшей боевые действия южнее и восточнее города Старая Русса, а в феврале 1943 года участвовала в ходе Демянской наступательной операции.
В мае 1943 года назначен на должность командира 53-й гвардейской стрелковой дивизии, находившейся в резерве Северо-Западного фронта, а с 20 июля ведшей оборонительные боевые действия в районе Старой Руссы. 25 января 1944 года дивизия была передана в состав Ленинградского фронта и затем передислоцирована в район Красного Села, после чего с 19 февраля в составе 42-й армии принимала участие в ходе Ленинградско-Новгородской, Псковско-Островской, Тартуской, Прибалтийской и Рижской наступательных операций, форсировании рек Западная Двина и Лиелупе и затем уничтожении курляндской группировки противника.

### Послевоенная карьера
После окончания войны находился на прежней должности. В августе 1945 года дивизия была передислоцирована в Московский военный округ. В декабре того же года генерал-майор И. И. Бурлакин освобождён от занимаемой должности и в марте 1946 года направлен на учёбу на Высшие академические курсы при Высшей военной академии имени К. Е. Ворошилова, после окончания которых в июле 1947 года назначен на должность командира 18-й пулемётно-артиллерийской дивизии (Приморский военный округ).
В сентябре 1949 года зачислен в распоряжение 2-го Главного управления Генштаба ВС СССР и направлен в спецкомандировку в Китай, из которой вернулся в сентябре 1950 года и в январе 1951 года назначен на должность командира 12-й гвардейской стрелковой дивизии (Белорусский военный округ), а в октябре 1954 года — на должность начальника отдела боевой подготовки 4-й армии (Закавказский военный округ).
Генерал-лейтенант Иван Иванович Бурлакин 20 марта 1963 года вышел в запас. Умер 22 января 1976 года в Минске. Похоронен на Северном кладбище.

## Награды
- Орден Ленина (20.04.1953);
- Четыре ордена Красного Знамени (31.08.1941, 30.04.1943, 30.10.1943, 20.06.1949);
- Орден Кутузова 2 степени (29.06.1945);
- Орден Отечественной войны 1 степени (06.06.1945);
- Два ордена Красной Звезды (21.05.1940, 03.11.1944);
- Медали.

## Воинские звания
- Генерал-майор (16 октября 1943 года);
- Генерал-лейтенант (25 мая 1959 года).